# ロッド・ドナルド
ロドニー・デイヴィッド・ドナルド（英語: Rodney David "Rod" Donald、1957年10月10日 - 2005年11月6日）は、ニュージーランドの政治家。
クライストチャーチ生まれ。ニュージーランドの政治政党である緑の党の副代表であり、環境問題や国民生活に関する諸問題、特に遺伝子組み換え食品(GE foods)の研究および販売の反対を強く主張し、かつて所属していたニュージーランド労働党とコネクションを持つ反共左翼政治家であった。

## 経歴
- 1957年、クライストチャーチに生まれる
- 1974年～1979年、評議政党（Values Party）に所属
- 1982年～1988年、ニュージーランド労働党に所属
- 1994年2月、緑の党に入党
- 1995年、緑の党副代表に就任
- 2005年11月6日、クライストチャーチの自宅にて急死する

※後日の調査で、「死因は食品に含まれるバクテリア（カンピロ菌）が原因である」と診断された
- 葬儀はクライストチャーチ大聖堂で行われ、1000人以上の人が出席した。

## 死因に関して
- 後日の調査で、「死因は食品に含まれるバクテリア（カンピロバクター菌Campylobacter jejuni）が原因である」と診断された。
- 後日、TV3の人気番組「キャンベル・ライブ」で、ジョン・キャンベル（John Campbell）が、「ドナルド氏急死の直前に選挙があり、同氏が遺伝子組み換え食品(GE foods)の研究および販売の反対を強く主張していたため、ニュージーランド労働党と連立政権を樹立できなかった」ことなど、その死因に関する疑問を呈したが、ニュージーランド当局や緑の党などは、暗殺説や陰謀説を否定している。
- 専門家による調査の結果、あらためて、ドナルドの死因が食品に含まれるバクテリア（カンピロ菌）が原因であったと確認され、毒殺などではないと結論付けられた。